# Cane Chippiparai

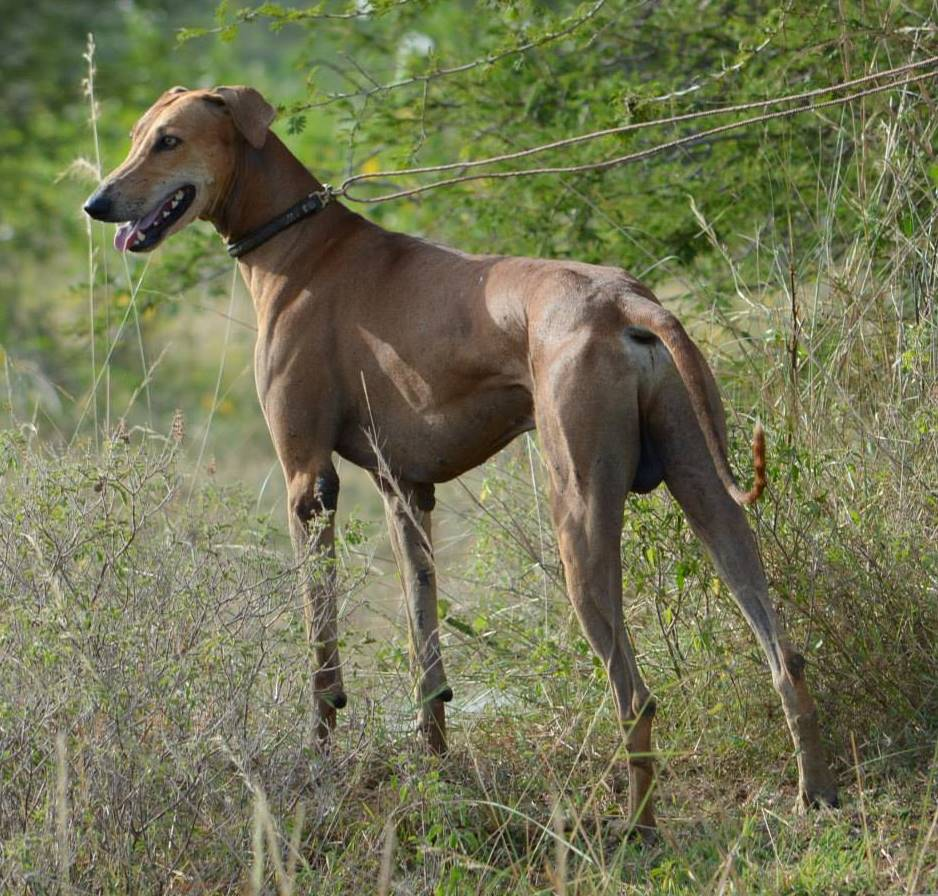
Chippiparai

Il Chippiparai è una razza di levriero del Tamil Nadu, nell'India meridionale.

## Storia
Esso si trova più frequentemente nelle regioni di Tirunelveli, Thenkasi, Thoothukudi e Madurai, si pensa che discenda da Saluki, la razza è stata storicamente tenuta dai reali nell'India meridionale, il suo nome deriva da un villaggio con lo stesso nome a Madurai.
La razza era tradizionalmente utilizzata per cacciare la piccola selvaggina, prevalentemente lepre, grazie alla sua intelligenza e alla sua natura docile la razza è stata addestrata con successo anche come cane poliziotto.

## Caratteristiche
Il Chippiparai ha le caratteristiche tipiche del levriero aerodinamico con gambe lunghe e un telaio snello e agile costruito per la velocità, la razza è solitamente di colore bianco sebbene si possano trovare altri colori, in media 61 centimetri (24 in) di altezza al garrese, i cani in media 63 centimetri (25 in) e femmine 56 centimetri (22 in). 
Una razza robusta, si dice che il Chippiparai preferisca un solo padrone, che evita il cibo e le carezze da chiunque tranne il suo conduttore.
Il Chippiparai è spesso considerato come la più intelligente e disponibile tra le razze canine native dell'India.